# Bouzanville

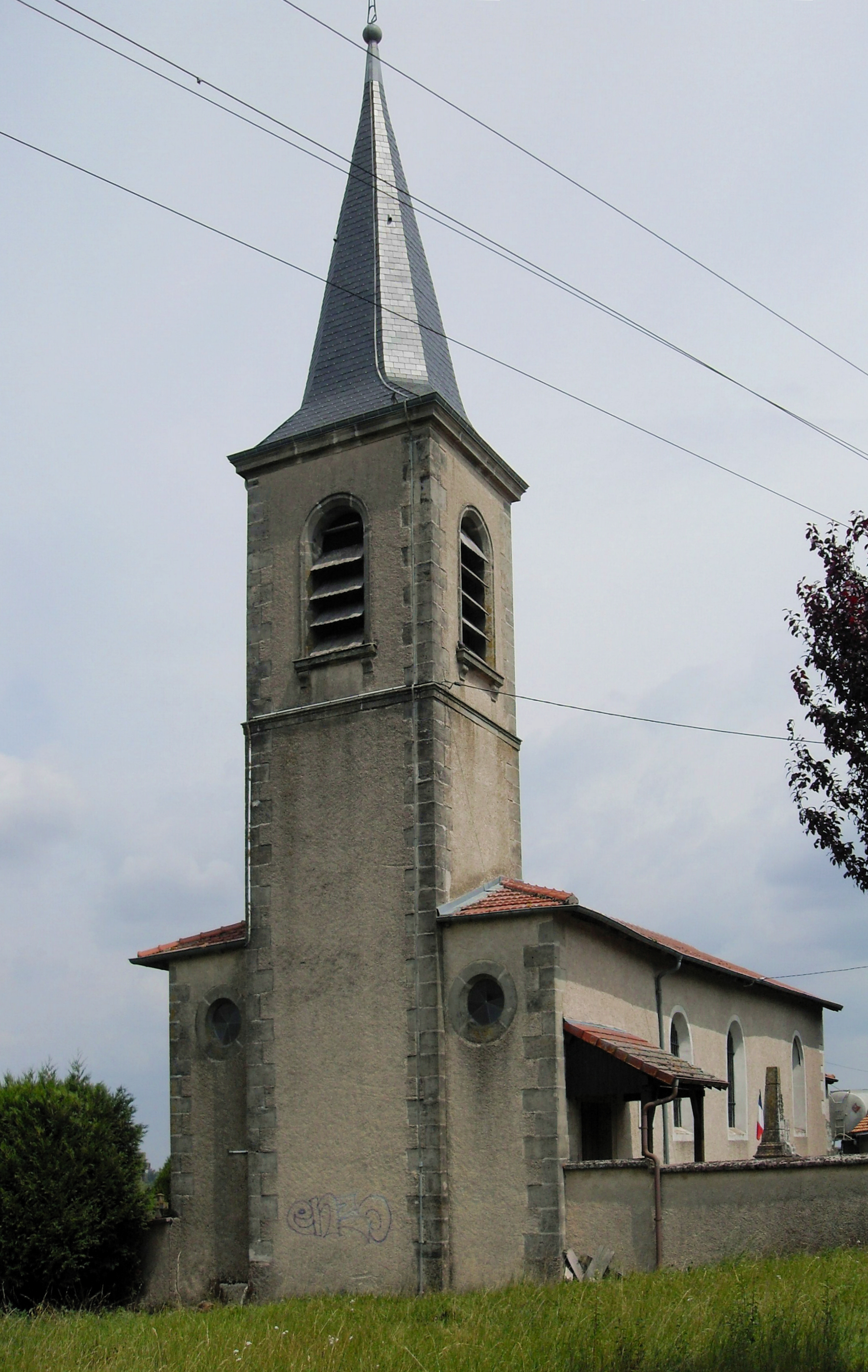
Kościół w Bouzanville (2010)

Bouzanville – miejscowość i gmina we Francji, w regionie Grand Est, w departamencie Meurthe i Mozela.
Według danych na rok 1990 gminę zamieszkiwało 66 osób, a gęstość zaludnienia wynosiła 11 osób/km² (wśród 2335 gmin Lotaryngii Bouzanville plasuje się na 979. miejscu pod względem liczby ludności, natomiast pod względem powierzchni na miejscu 923.).

## Populacja

Populacja Bouzanville w latach 1962–2008